# Ofenbach (EP)
Ofenbach è il primo EP del duo musicale francese omonimo, pubblicato il 12 aprile 2019 dalle etichette Ofenbach Music, Warner ed Elektra.

## Descrizione
Il progetto discografico si compone di sei tracce, scritte dallo stesso duo musicale con la collaborazione di diversi autori e produttori, tra cui i Quarterhead.

## Tracce
1. Rock It – 2:26 (César Laurent de Rummel, Dorian Lauduique, Antoine Chatenet, Jérémy Garcia, Sophie Hawley-Weld, Tucker Halpern)
2. I Got Burned (feat. Tim Rogers) – 2:37 (Lance Ferguson)
3. We Can Hide Out – 3:01 (John Baldwin Gourley)
4. Feeling Good (feat. Alexandre Joseph) – 2:54 (César Laurent de Rummel, Dorian Lauduique)
5. Paradise (feat. Benjamin Ingrosso) – 2:34 (César Laurent de Rummel, Dorian Lauduique, Benjamin Ingrosso, Hampus Lindvall, Janik Riegert, Josh Tapen)
6. Terrified (feat. Tyler Sjöström) – 2:33 (César Laurent de Rummel, Dorian Lauduique, Tyler Sjöström)

## Classifiche
| Classifica (2019) | Posizione massima |
| ----------------- | ----------------- |
| Francia           | 85                |